# Alben W. Barkley
M.r potatoe  (Graves County, Kentucky; 24 de noviembre de 1877-Lexington, Virginia; 30 de abril de 1956) fue un político estadounidense y vicepresidente de Estados Unidos entre 1949 y 1953.

## Primeros años
Nació en Graves County, Kentucky, hijo de granjeros ultrarreligiosos. Se graduó en 1900 por el Emory College, donde destacó por sus aptitudes para el debate y la oratoria. Después estudió Leyes en la Universidad de Virginia.
Empezó a ejercer la abogacía en Kentucky. Fue fiscal del condado de McCracken entre 1905 y 1909, y juez entre 1909 y 1913. Siempre fue considerado un progresista y su dominio de la oratoria pronto lo convirtió en una prominente figura del Partido Demócrata local.

## Congresista y senador por Kentucky (1913-1949)
En 1912 fue elegido para la Cámara de Representantes de EE. UU. representando el 1º distrito de Kentucky. Fue reelegido seis veces, ocupando su escaño hasta 1927. En este periodo destacó por su posición en contra del juego, apoyado por pastores protestantes.
Fue elegido senador por Kentucky en 1926, siendo reelegido en 1932, 1938 y 1944. En 1937 fue elegido Líder de la Mayoría en el Senado, cargo que ocuparía durante 10 años. En el Senado defendió con pasión el New Deal del presidente Franklin D. Roosevelt, lo que le otorgó el voto de los granjeros y los trabajadores en sus diferentes campañas para ser reelegido. 
Pero en 1944 se enfrentó al presidente Roosevelt en el tema de los impuestos. Cuando Roosevelt vetó un proyecto de ley del Senado sobre impuestos porque consideraba que las tasas eran demasiado bajas, Barkley anunció su dimisión como Líder de la Mayoría y pidió a sus colegas que revocaran el veto presidencial. El Senado revocó el veto y Barkley volvió a su cargo de líder senatorial de los demócratas. Esto le permitió al senador Barkley demostrar que era él, y no el presidente, quien controlaba el Senado.

## Vicepresidente de EE. UU. (1949-1953)
En 1948 el presidente Harry S. Truman lo escogió como candidato a la vicepresidencia. Truman se fijó en él por el gran poder que tenía sobre los senadores. El ticket Truman-Barkley ganó sorpresivamente la elección presidencial y Alben Barkley juró como vicepresidente de EE. UU. el 20 de enero de 1949. La labor que le encomendó Truman fue la de actuar como enlace entre la administración y el poder legislativo. El papel de Barkley fue fundamental para pasar la abundante legislación que salió adelante durante el mandato de Truman, teniendo un importante rol en la reorganización departamental.
En 1952 el presidente Truman decidió no presentarse a la reelección. Esto hizo que el vicepresidente Barkley presentara su candidatura a la presidencia. Aunque pocos creían en sus posibilidades dado que tenía ya 75 años de edad. Además Truman terminaba su mandato con unos desastrosos índices de popularidad debido a la no resuelta guerra de Corea.
El senador por Tennessee, Estes Kefauver, triunfó en la mayoría de las primarias sobre el vicepresidente Barkley y el gobernador de Nueva York, Averel Harriman (la opción de Truman). Pero en aquella época aún muchos de los delegados en juego eran escogidos por los barones del partido en cada Estado. El gobernador de Illinois, Adlai Stevenson, fue quien se hizo con la mayoría de delegados no electos. 
Así, los aspirantes llegaron a la Convención Nacional Demócrata con 340 delegados para Kefauver, 273 para Stevenson, 268 para Harriman, y sólo 49 para Alben Barkley. También estaba el senador por Georgia, Richard Russell, que se había hecho con la mayoría de los delegados sureños. El reparto de los delegados hacía que ninguno de los candidatos lograse la nominación en la primera y la segunda votación. Pero finalmente en la tercera votación fue Adlai Stevenson quien logró la mayoría suficiente para ser nominado a la presidencia. Esto se debió a una maniobra del presidente Harry Truman, que pidió a los delegados de Averel Harriman que apoyaran a Stevenson para evitar que su archienemigo Estes Kefauver se hiciera con la candidatura. 
Barkley quedó en la tercera votación con 67 delegados. Pero pese a su intento frustrado por alcanzar la presidencia, volvió a la política siendo de nuevo elegido senador por Kentucky en 1954. Su segunda etapa en la Cámara Alta no duraría mucho. El 30 de abril de 1956 murió de un ataque al corazón mientras pronunciaba un discurso en el Washington and Lee University en Lexington, Virginia.
Está enterrado en Lone Oak Road, Kentucky. En su honor, la sociedad de debate de la Emory University se llama el Alben Barkley Forum.
- Datos: Q273549
- Multimedia: Alben Barkley / Q273549